# Spektrum (modellteori)
Spektrum avser inom modellteori hur många modeller en teori kan uppträda i, vilket anges av kardinaltal som anger antalet modeller för teorin i varje kardinalitet. Vilka sekvenser som är möjliga spektra för någon fullständig första ordningens teori är ett problem som studerats i omfattande utsträckning inom stabilitetsteori och klassifikationsteori. Ett tidigt elementärt resultat är Morleys sats som säger att en teori som är kategorisk i någon överuppräknelig kardinalitet är kategorisk i alla överuppräkneliga kardinaliteter.